# Château du Bois d'Arlon
Le château du Bois d'Arlon se situe sur la commune d'Arlon, près du village de Toernich, en province belge de Luxembourg, Wallonie, Belgique. Il fut construit à la fin du XIXe siècle.

## Historique
En juin 2021 débutent les travaux, prévus sur deux ans, pour la construction de deux terrains de golf avec leur centre touristique, ainsi qu'une piste cyclable d'accès qui complète le maillage cycliste de la région,.

## Autres informations
Adresse: Route de Virton 354, 6700 Arlon, Wallonie, Belgique.